# Bulbophyllum microsphaerum
Bulbophyllum microsphaerum är en orkidéart som beskrevs av Rudolf Schlechter. Bulbophyllum microsphaerum ingår i släktet Bulbophyllum och familjen orkidéer. Inga underarter finns listade i Catalogue of Life.